# Zhanglin
Zhanglin (kinesiska: 张林, 张林乡) är en socken i Kina. Den ligger i provinsen Henan, i den centrala delen av landet, omkring 250 kilometer sydväst om provinshuvudstaden Zhengzhou. Antalet invånare är 50182. Befolkningen består av 24 399 kvinnor och 25 783 män. Barn under 15 år utgör 24,0 %, vuxna 15-64 år 65 %, och äldre över 65 år 9,0 %.
Genomsnittlig årsnederbörd är 843 millimeter. Den regnigaste månaden är augusti, med i genomsnitt 143 mm nederbörd, och den torraste är januari, med 7 mm nederbörd.